# 海月水母
海月水母（學名：Aurelia aurita），又稱月亮水母，是海月水母屬下的一種水母。海月水母屬物種的水母體單從外觀根本不能分辨，必須要以基因來作出分析。海月水母的水母體是透明的，一般長25—49毫米，有4條明顯的馬蹄狀生殖腺。它們會用觸手來捕捉獵物，如水母體、浮游生物及軟體動物。但觸手的活動有限，它們也只是會隨波逐流。

## 分佈地區

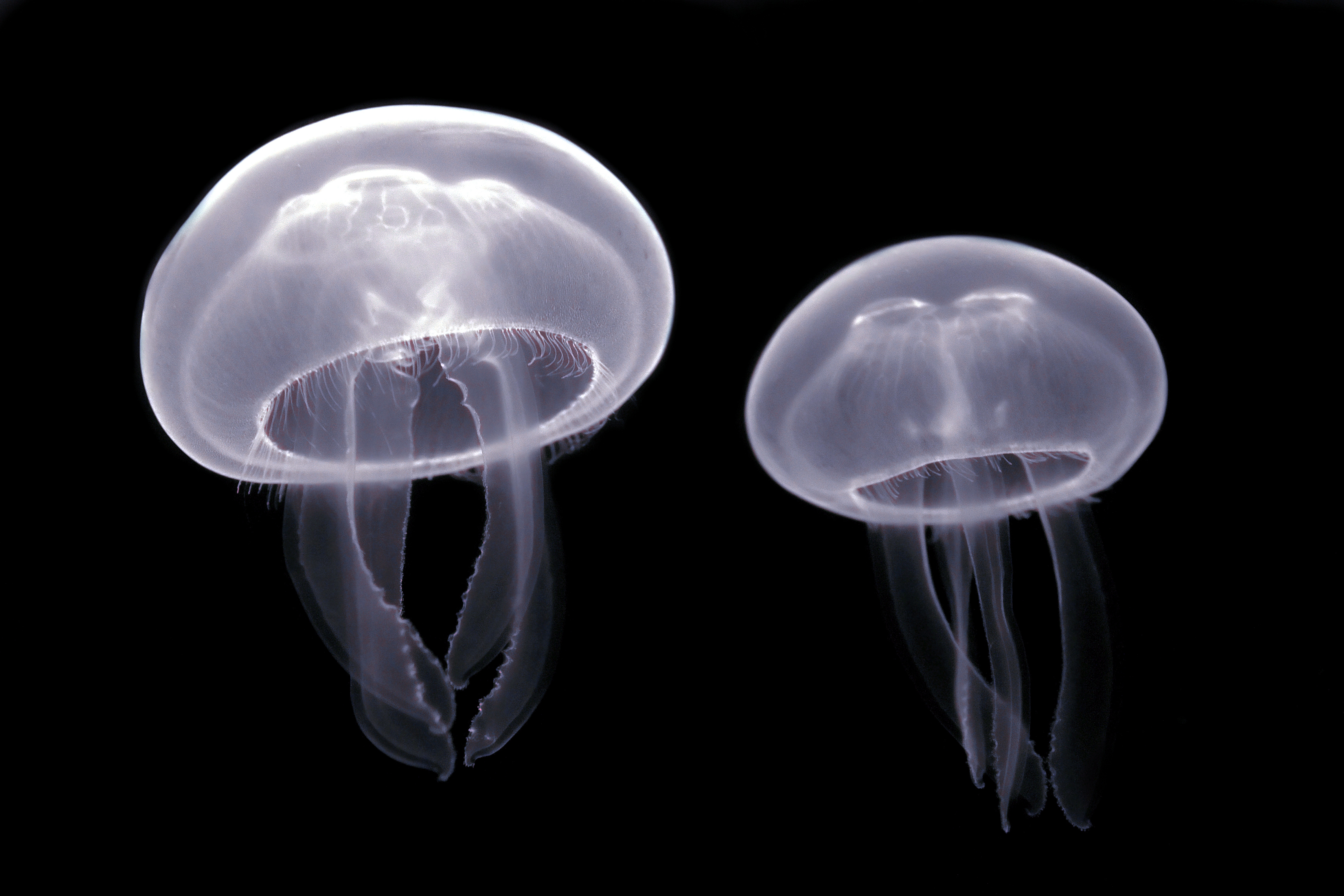
水族馆中的海月水母

海月水母屬分佈在北緯70°至南緯40°的海域。海月水母則分佈在北歐的東大西洋海岸及北美洲的西大西洋海岸。一般而言，它們生活在近岸，可以在河口及海港見到它們。它們棲息在水溫6—31℃的海水，最適於9—19℃的水溫。海月水母喜歡水流穩定的溫帶海洋。它們一般會出現在鹽度低於3—23ppt的海域

## 覓食

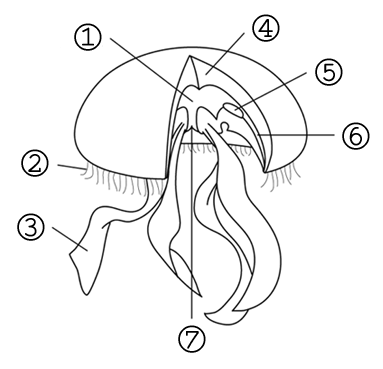
①胃腔 ②触手 ③口腕 ④中膠 ⑤生殖腺 ⑥放射管 ⑦口器

海月水母吃浮游生物，包括軟體動物、甲殼類、被囊動物幼蟲、輪形動物門、幼生多毛綱、原生動物、矽藻、魚卵及其他細小生物。它們有時也會吃凝膠狀的浮游動物，如水螅水母類及櫛水母。海月水母屬的水母體及幼蟲都有刺细胞可以捕捉獵物及保護自己。獵物會被黏液抓住，接著以纖毛作用將之送入胃循環腔，消化酶就會分解食物。從所具有的消化酶就可知它們一般需要碳水化合物、蛋白質及脂類，至於所需的維生素及礦物質則所知甚少。

## 身體系統

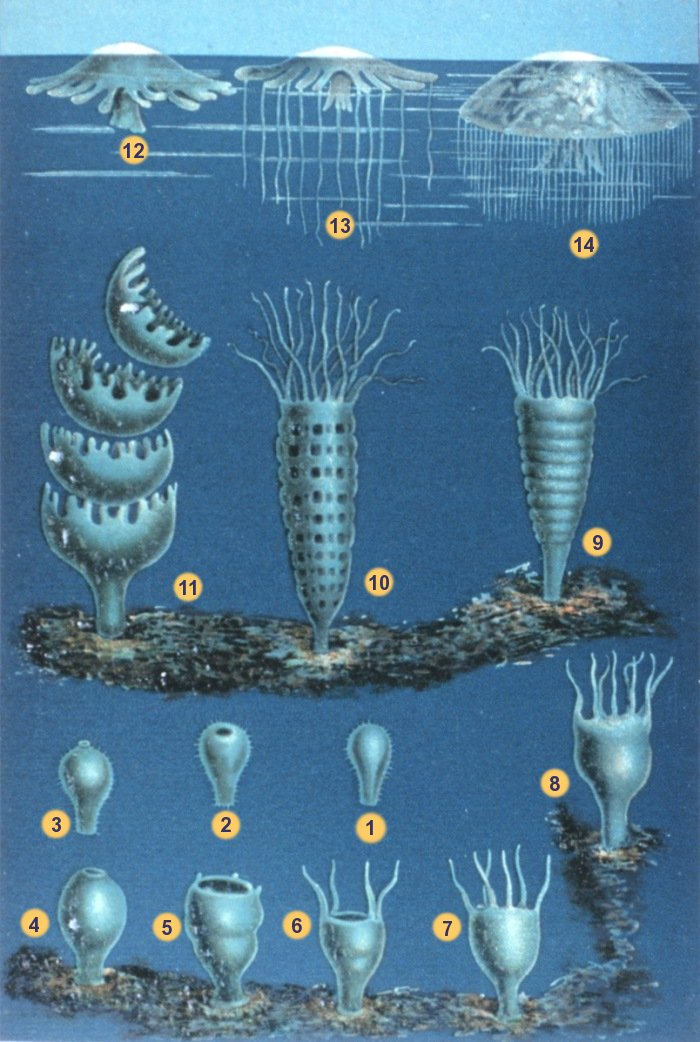
海月水母的生活史

海月水母的水母體有呈傘狀的膜及連於底部的觸手。它們胃部下有四個鮮明的環形生殖腺。食物會進入到其垂管，而輻水管則幫助擴散食物。它們有一層中膠層，胃循環腔內有胃皮及表皮。神經網絡負責控制肌肉及覓食反應。水母體的直徑可以闊達40厘米。
海月水母沒有鰓、肺或氣管等呼吸部份。由於它們細小，故是透過擴散水中的氧氣來呼吸。在胃循環腔內，它們會排出低充氧水，並以纖毛作用將高充氧水拉入，從而增加細胞的氧氣擴散。它們的表面積與體積的高比例亦幫助它們吸入更多氧及養份。它們亦缺乏排泄系統及循環系統。
水母體可以是雄性或雌性。浮浪幼體有細小的纖毛細胞，可以浮游一日之久，接著會在適當的底層定居，並會轉變成為水螅體，水螅體透過橫裂會分裂成細小的蝶狀幼體，長大後就會成為水母體。由最初的浮浪幼體到蝶狀幼體，其體型會由1毫米增長至約1厘米，及後會成長至幾厘米直徑的水母體。其生活史按照水母体→浮浪幼虫→钵口幼虫→横裂体→碟状幼虫→水母体的顺序进行。

## 天敵

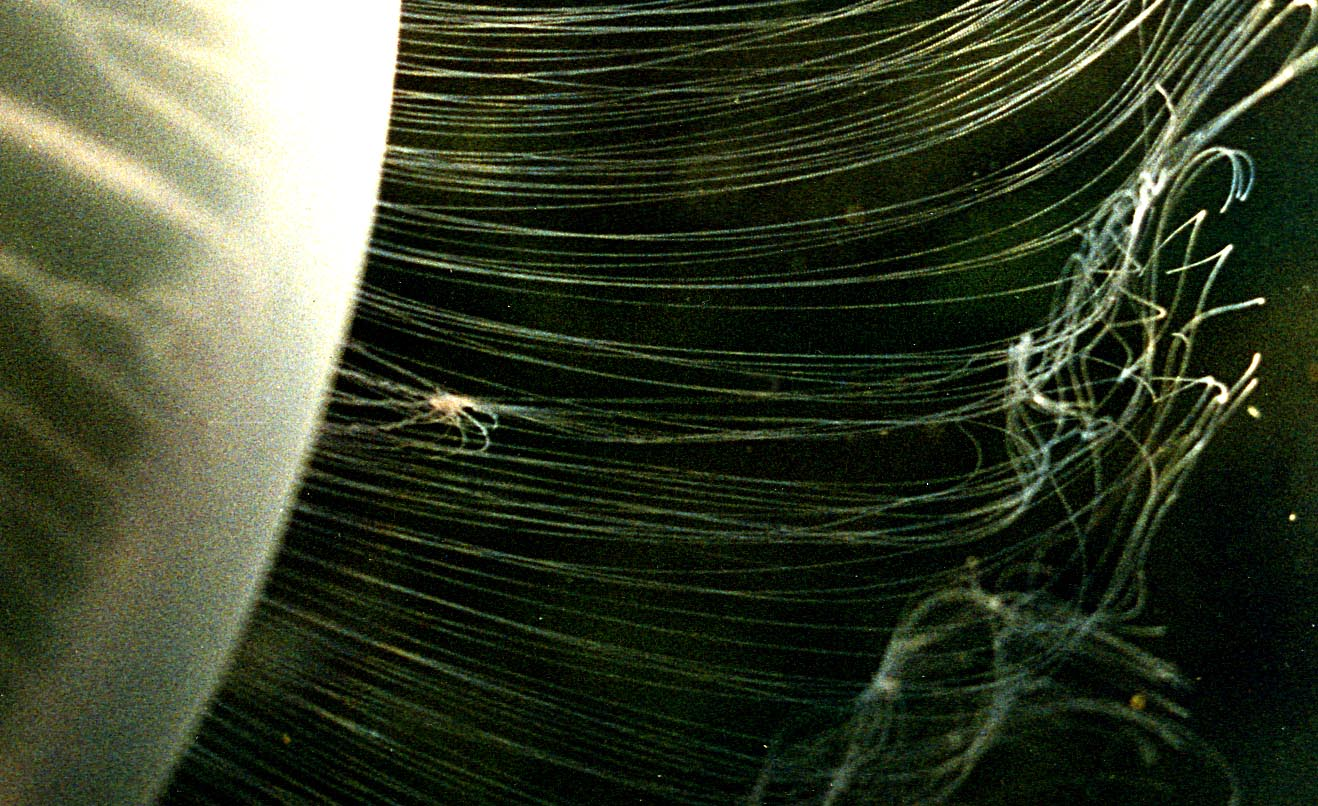
海月水母捕获的猎物（触手上），可能是橈腳類动物

海月水母有大量的天敵，包括翻車魚、棱皮龜、缽水母綱的Phacellophora camtschatica及非常大型的維多利亞多管發光水母。海月水母也會被海鳥所掠食。
海月水母生存及繁殖了幾個月後就會自然死亡。在野外很少會活多於6個月，但也有一些在水族箱的可以生存達數年。於夏末時的暖流會令它們的食物量下降，導致其組織再生率也同時下降，此時它們特別容易受到細菌感染。另外，季節性的繁殖亦令它們打開生殖腺而受到感染。
一些寄生蟲也會攻擊海月水母。

## 延伸閱讀
- Moen, F.E. and E. Svensen. 2004. Marine fish & invertebrates of Northern Europe. AquaPress: Southend-on-Sea. ISBN 0-9544060-2-8. 608 pp.
- National Center for Biotechnology Information.  October 23, 2001.  （页面存档备份，存于）